# Liste der Monuments historiques in Le Heaulme
Die Liste der Monuments historiques in Le Heaulme führt die Monuments historiques in der französischen Gemeinde Le Heaulme auf.

## Liste der Bauwerke
| Bezeichnung       | Beschreibung              | Standort | Kennzeichnung | Schutzstatus | Datum | Bild           |
| ----------------- | ------------------------- | -------- | ------------- | ------------ | ----- | -------------- |
| Kirche St-Georges | Erbaut im 12. Jahrhundert | (Lage)   | PA00080089    | Inscrit      | 1926  | weitere Bilder |

## Liste der Objekte

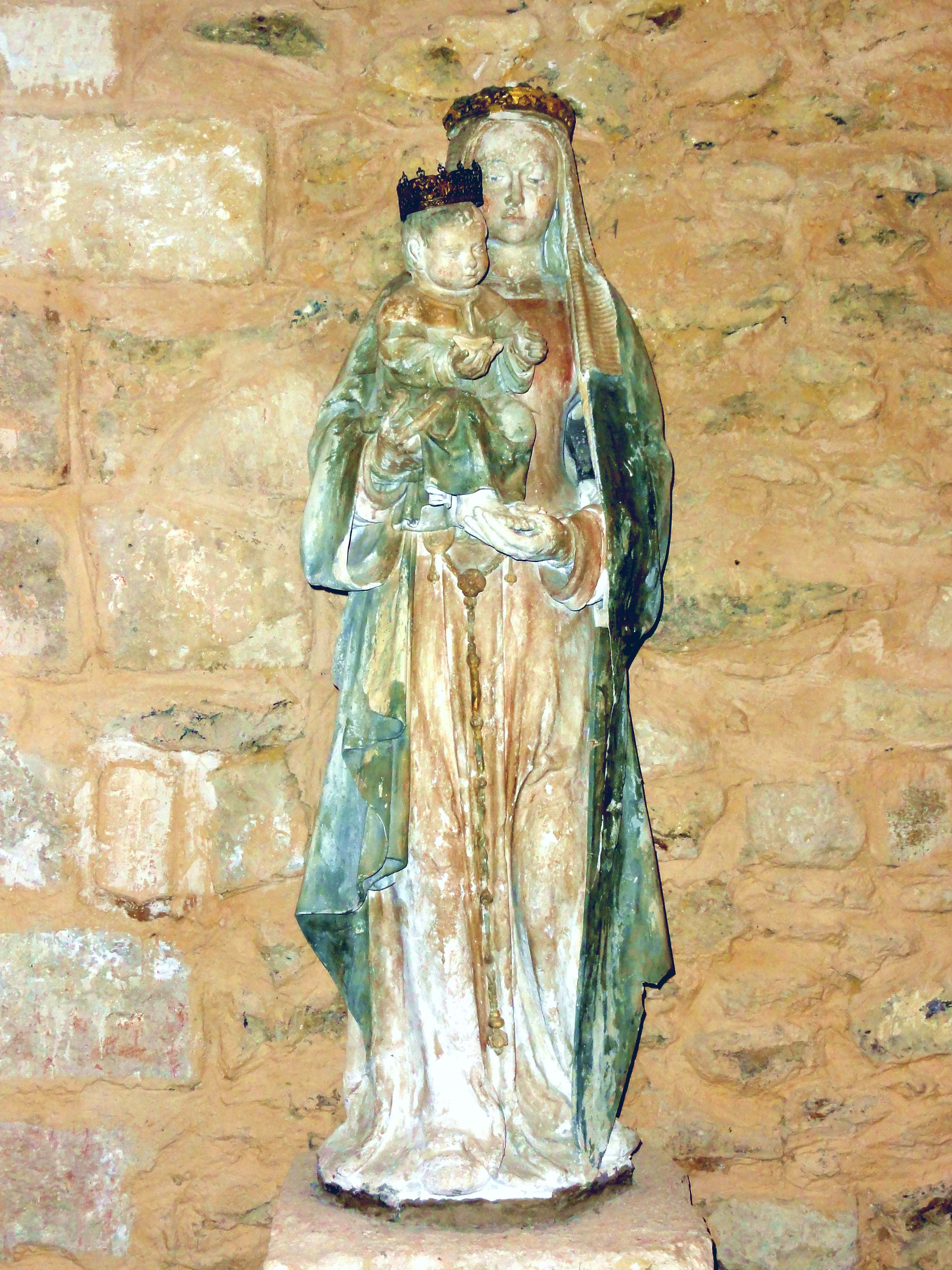
Skulptur Madonna mit Kind (15. Jahrhundert) in der Kirche St-Georges

- Monuments historiques (Objekte) in Le Heaulme in der Base Palissy des französischen Kultusministeriums